# Perseus (spia)

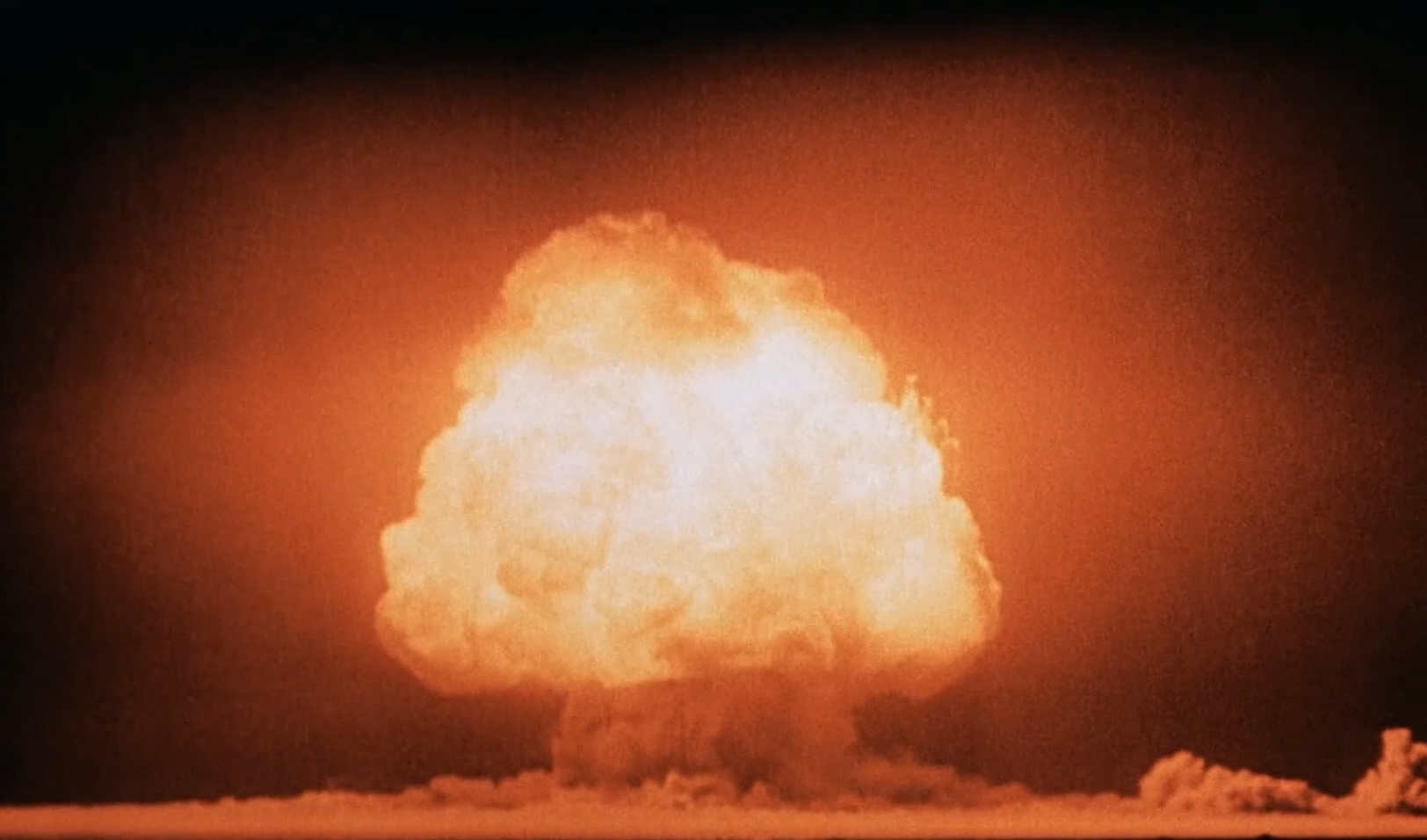
Trinity test nucleare esplosione. Se fosse stato reale, Perseus avrebbe presumibilmente fornito informazioni cruciali su questo test ai sovietici secondo una fonte.

Perseus era il nome in codice di un'ipotetica spia atomica sovietica che, se reale, avrebbe presumibilmente violato la sicurezza nazionale degli Stati Uniti infiltrandosi nel Los Alamos National Laboratory durante lo sviluppo del Progetto Manhattan e, di conseguenza, sarebbe stata determinante per i sovietici nel sviluppo di armi nucleari.
Tra i ricercatori sull'argomento vi è un certo consenso sul fatto che Perseus non sia mai esistito e che in realtà fosse una creazione dell'intelligence sovietica.